# Huancapi
Huancapi (en quechua: Wankapi) es una ciudad peruana capital del distrito homónimo y de la provincia de Víctor Fajardo, ubicada en el departamento de Ayacucho. Según el censo de 2005 tenía 2163 hab. Se encuentra localizada a 124 km de la ciudad de Huamanga.
Se encuentra en el valle interandino formado por el río Huancapi.
La defensa que hicieran los pobladores de Huancapi, ante la Ordenanza Municipal del año 1995 para talar el viejo árbol de cedro que se encuentra en la plaza principal de la ciudad, hizo que esta ciudad sea reconocida en la reunión Internacional de Preservación de la Ecología en 1995 en Suecia, como la «Ciudad Ecológica del Mundo». Aún en la actualidad, puede observarse este viejo árbol - se dice que es anterior a la fundación del pueblo - como símbolo de la resistencia y esperanza de los pobladores.[cita requerida]

## Clima
| Parámetros climáticos promedio de Huancapi | Parámetros climáticos promedio de Huancapi | Parámetros climáticos promedio de Huancapi | Parámetros climáticos promedio de Huancapi | Parámetros climáticos promedio de Huancapi | Parámetros climáticos promedio de Huancapi | Parámetros climáticos promedio de Huancapi | Parámetros climáticos promedio de Huancapi | Parámetros climáticos promedio de Huancapi | Parámetros climáticos promedio de Huancapi | Parámetros climáticos promedio de Huancapi | Parámetros climáticos promedio de Huancapi | Parámetros climáticos promedio de Huancapi | Parámetros climáticos promedio de Huancapi |
| Mes                                        | Ene.                                       | Feb.                                       | Mar.                                       | Abr.                                       | May.                                       | Jun.                                       | Jul.                                       | Ago.                                       | Sep.                                       | Oct.                                       | Nov.                                       | Dic.                                       | Anual                                      |
| ------------------------------------------ | ------------------------------------------ | ------------------------------------------ | ------------------------------------------ | ------------------------------------------ | ------------------------------------------ | ------------------------------------------ | ------------------------------------------ | ------------------------------------------ | ------------------------------------------ | ------------------------------------------ | ------------------------------------------ | ------------------------------------------ | ------------------------------------------ |
| Temp. máx. media (°C)                      | 20.8                                       | 20.5                                       | 20.4                                       | 21                                         | 21                                         | 20.3                                       | 19.9                                       | 20.9                                       | 21.4                                       | 22.6                                       | 22.8                                       | 21.5                                       | 21.1                                       |
| Temp. media (°C)                           | 13.6                                       | 13.6                                       | 13.5                                       | 13.3                                       | 12.3                                       | 11                                         | 10.6                                       | 11.5                                       | 12.6                                       | 13.7                                       | 13.9                                       | 13.7                                       | 12.8                                       |
| Temp. mín. media (°C)                      | 6.5                                        | 6.7                                        | 6.6                                        | 5.7                                        | 3.6                                        | 1.7                                        | 1.4                                        | 2.1                                        | 3.9                                        | 4.9                                        | 5.1                                        | 5.9                                        | 4.5                                        |
| Fuente: Climate-data.org                   |                                            |                                            |                                            |                                            |                                            |                                            |                                            |                                            |                                            |                                            |                                            |                                            |                                            |

## Galería

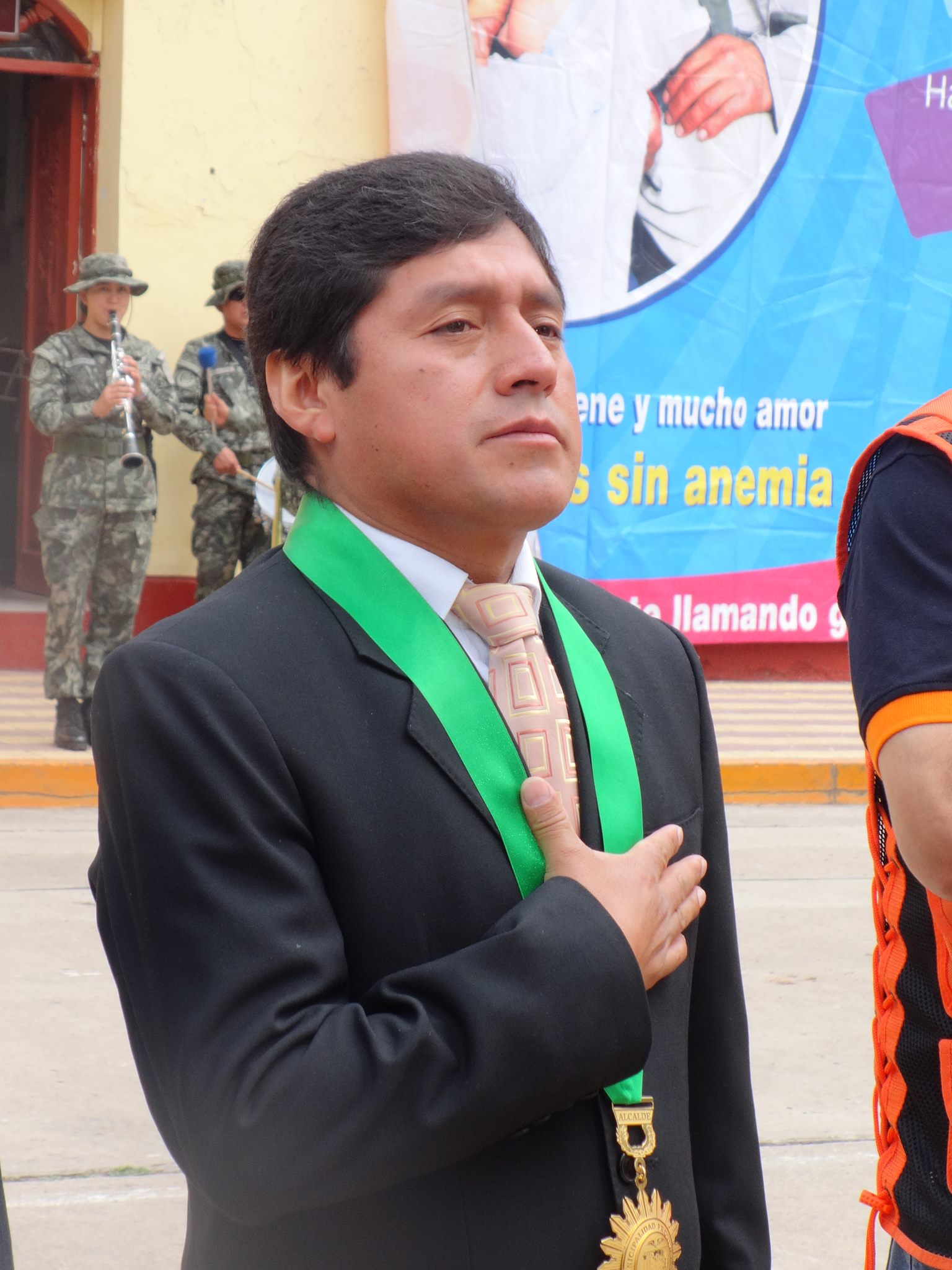
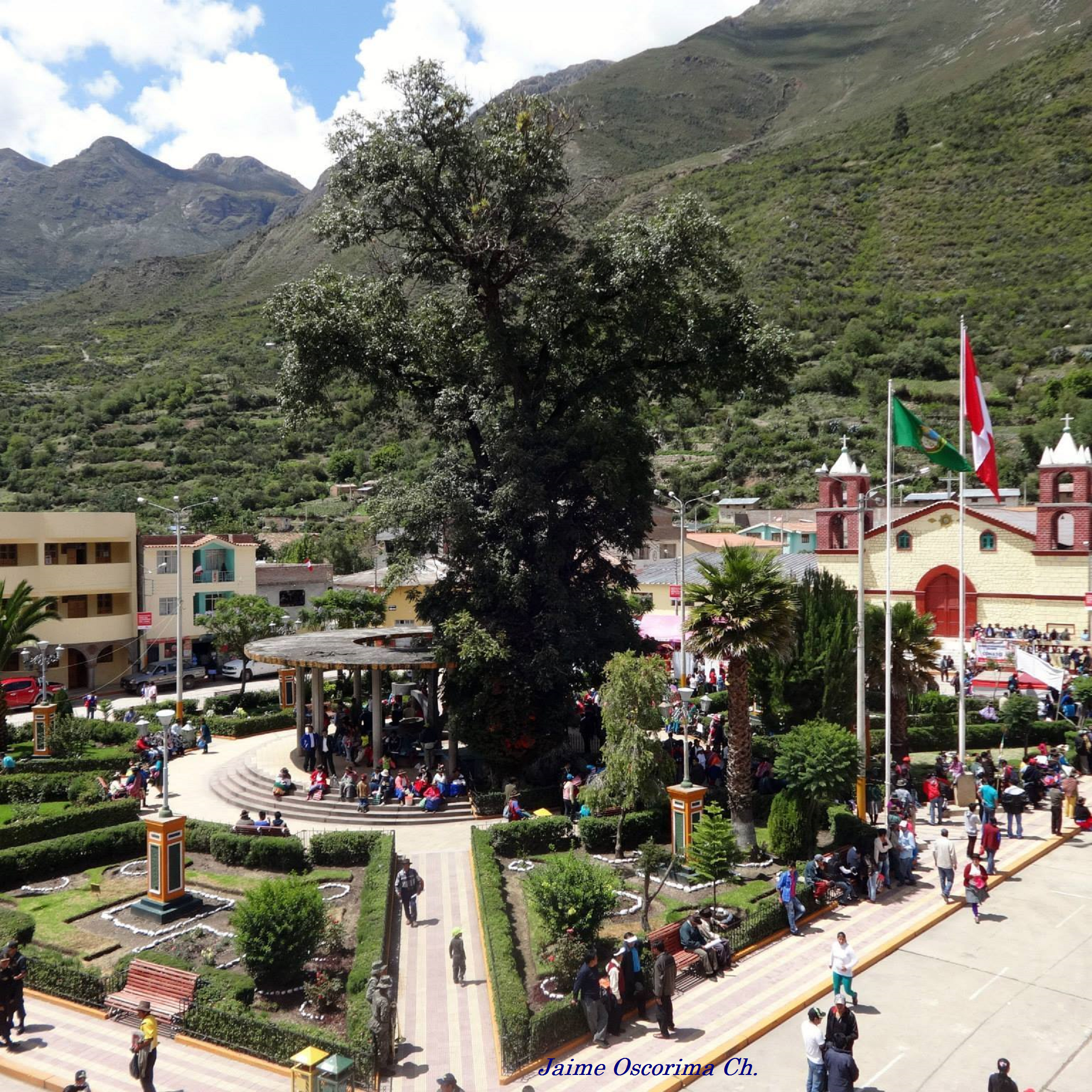
Plaza Mayor.